# Miro Remo
Miroslav Remo, známý jako Miro Remo (* 9. duben 1983, Ilava) je slovenský dokumentarista.

## Život
Miro Remo se narodil v Ilavě a vyrůstal v nedaleké industriální obci Ladce, kde absolvoval základní školu. Jeho matka Viera Remová v obci pracovala jako vedoucí kulturního domu. Jeho otec Miroslav Remo st., filmový nadšenec, založil v obci filmový kroužek. Jeho amatérské filmy získávaly ocenění po celém bývalém Československu.
Po absolvování gymnázia v Považské Bystrici studoval Miro Remo dva roky mechatroniku na Trenčínské univerzitě Alexandra Dubčeka. Studia zanechal, když ho po dvou neúspěšných pokusech o přijetí ke studiu střihu a kamery nakonec přijali na režii dokumentárního filmu na Vysokou školu múzických umění v Bratislavě. Tam pod vedením Vlada Balca natočil ve čtvrtém ročníku film Arsy-Versy (2009), který obdržel 36 ocenění doma i v zahraničí. Jeho celovečerní debut Comeback (2014) byl uveden na karlovarském filmovém festivalu podobně jako jeho film Richard Müller: Nespoznaný (2016). Do povědomí se dostal kriticky laděným snímkem o slovenské popkultuře Cooltura (2016).

## Dílo (výběr)
- Jano (2004), studentský film
- Studený spoj (2007), studentský film, dokument o životě 11leté dívky z prostředí sociálně slabší rodiny
- Arsy Versy (2009), nejoceňovanější slovenský film v historii (dohromady 36 festivalových cen z celého světa). Portrét muže, který rezignoval na život lidí a začal se naplno věnovat své zálibě – netopýrům.
- Pohoda (2011), snímek ze stejnojmenného hudebního festivalu
- Strach a napätie (o slovenského diváka) (2012), příspěvek do televizního seriálu Slovenské kino
- Comeback (2014)
- Richard Müller: Nespoznaný (2016)
- Cooltúra (2016)
- Raději zešílet v divočině (2025), podle stejnojmenné knihy Aleše Palána; vítěz hlavní soutěže 59. ročníku MFF Karlovy Vary[1]
- Medvěd (2025), seriál